# شهرداری بردا
شهرداری بردا (به لاتین: Municipality of Brda) یک منطقهٔ مسکونی در اسلوونی است که در اسلوونی واقع شده‌است. شهرداری بردا ۷۲ کیلومتر مربع مساحت و ۵٬۷۵۷ نفر جمعیت دارد.

## خواهرخوانده
شهر پریورنو خواهرخواندهٔ شهرداری بردا هست.